# 瓦卡 (埃塞俄比亞)
瓦卡（Wacca）是埃塞俄比亞中部南方各族州北奧莫地區的小鎮，座標7°4′N 37°10′E / 7.067°N 37.167°E，海拔2,220米。鎮內有機場，但沒有電話服務。根據埃塞俄比亞中央統計局2005年人口普查的資料，瓦卡人口約3,439，其中男性3,424人，女性6,863人。